# Шеевщино
Шеевщино— село в Сурском районе Ульяновской области, входит в состав Хмелёвского сельского поселения.

## География
Находится на реке Большая Сарка на расстоянии примерно 15 километров по прямой на север-северо-запад от районного центра села Сурское.

## История
Основано в XVII веке. Названо по фамилии владельца боярина А. С. Шеина (приближенного Петра I). Село Шеевщино славилось бурлаками, водившие плоты по Суре и Волге до Царицина и Астрахани. 
Летом 1774 года через Шеевщино прошли отряды Емельяна Пугачева, отступавшего после поражения под Казанью на Пензу и Саратов.
В 1780 году село Веденец Шеевщина тож, дворцовых крестьян, из Саранского уезда вошло в состав Алатырского уезда. С 1796 года — в Алатырском уезде Симбирской губернии.
В 1859 году сельцо Шеевщина во 2-м стане Алатырского уезда Симбирской губернии, в селе 35 дворов и 690 человек, в 1913 в селе было дворов 207, жителей 964. 
В феврале 1930 года был организован колхоз имени Ленина. А в селе числилось 272 двора с населением 1322 человек.
В 1959 году в январе объединились с колхозом «Ульяновец» (Хмелевка), «Сталинец» (Чирково). Центральная усадьба колхоза находилась в с. Хмелевка. В апреле 1987 года колхоз имени Ленина разделился на два колхоза - «Ульяновец» (Хмелевка) и колхоз имени Ленина (Шеевщино и Чирково).

## Население
Население составляло 308 человек в 2002 году (русские 91%), 218 по переписи 2010 года.